# Comuna Ostrîkivka, Tokmak
Ostrîkivka (în ucraineană Остриківка) este o comună în raionul Tokmak, regiunea Zaporijjea, Ucraina, formată din satele Fabrîcine, Ivanivka, Luhivka, Ostrîkivka (reședința), Snihurivka, Trudove și Urojaine.

## Demografie
Componența lingvistică a comunei Ostrîkivka
     Ucraineană (91,98%)
     Rusă (7,84%)
     Alte limbi (0,1%)
Conform recensământului din 2001, majoritatea populației comunei Ostrîkivka era vorbitoare de ucraineană (91,98%), existând în minoritate și vorbitori de rusă (7,84%).